# Ronald Asmus
Pour les articles homonymes, voir Asmus.
Ronald D. Asmus, né à Milwaukee (Wisconsin), le 29 juin 1957, et décédé le 30 avril 2011, est un diplomate américain.

## Biographie
- Directeur du bureau du German Marshall Fund à Bruxelles, spécialiste des questions de défense et de sécurité transatlantique, en particulier à l'OTAN.
- Ancien senior fellow au Council on Foreign Relations, Washington
- Ancien sous-secrétaire d'État aux affaires européennes auprès de Bill Clinton, 1997-2000
- Ancien senior analyst à la Rand Corporation et à Radio Free Europe
- Diplômé d'un Ph.D. à l'université Johns Hopkins et d'un B.A. en sciences politiques à l'université du Wisconsin

## Distinctions
- Distinguished Honor Award du département d'État des États-Unis
- Commandeur dans l'ordre national du Mérite de Pologne
- Commandeur dans l'ordre de la Couronne de Belgique
- Chevalier dans l'ordre national du Mérite d'Italie
- Ordre royal de l'Etoile Polaire de Suède
- Ordre du grand-duc Gediminas de Lituanie
- Ordre des Trois-Etoiles de Lettonie
- Ordre de Sainte Marie d'Estonie